# Dziewczyna o włosach jak len

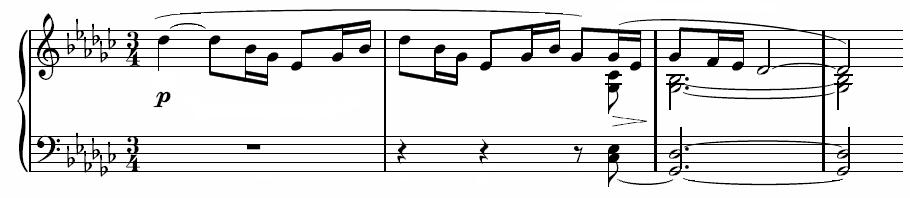
temat z La fille aux cheveux de lin.

Dziewczyna o włosach jak len (fr. La fille aux cheveux de lin) – utwór francuskiego kompozytora Claude’a Debussy’ego. 
Jest ósmym z pierwszego cyklu Preludiów, napisanego na przełomie 1909 i 1910 roku. Francuski tytuł jest tłumaczony na polski jako Dziewczyna o włosach jak len. Utwór napisany w tonacji Ges-dur liczy 39 taktów, a jego wykonanie trwa ok. 2,5 minuty.
Kompozytor zaczerpnął tytuł z wiersza Leconte'a de Lisle. Utwór zyskał popularność z powodu prostoty muzycznej, odbiegającej od stylu Debussy'ego w tym okresie. Został ukończony w styczniu 1910, opublikowany trzy miesiące później, a po raz pierwszy wykonany publicznie w czerwcu tego samego roku. Kompozycja jest jednym z najczęściej nagrywanych utworów Debussy'ego, zarówno w oryginalnej wersji, jak i w rozmaitych instrumentacjach.

## Kontekst
Tytuł La fille aux cheveux de lin pochodzi od wiersza Leconte'a de Lisle'a z cyklu Chansons écossaises (Pieśni szkockie), opublikowanego w 1852 w tomiku Poèmes antiques (Starożytne wiersze). Dziewczyna o włosach koloru lnu stanowiła w sztukach pięknych symbol niewinności i naiwności. Krytycy muzyczni zwracali uwagę, że muzyczna prostota utworu, a w szczególności strona techniczna i harmoniczna, zrozumiale przekazała te cechy. Utwór był wyłomem w stylu kompozytora w okresie, gdy powstał: harmonika jest prosta, bardziej tradycyjna, przypominająca styl wczesnych utworów Debussy'ego.
Tytuł był już wcześniej użyty przez kompozytora do mélodie, napisanej pomiędzy 1882 a 1884. Podobieństwa pomiędzy obydwoma utworami na tym się kończą, a według artykułu Jamesa R. Briscoe w czasopiśmie 19th-Century-Music, w najlepszym razie powiązanie jest luźne. Pieśń, jedna z wcześniejszych kompozycji nie została opublikowana, a była dedykowana Marie-Blanche Vasnier, ówczesnej kochance Debussy'ego, której dedykował większość swych kompozycji z okresu pomiędzy 1880 a 1884 rokiem.

## Historia
Preludium zostało ukończone 15–16 stycznia 1910 i wydane z pozostałymi utworami z pierwszego cyklu Preludiów w kwietniu. Prawykonanie miało miejsce 2 czerwca w Londynie, w Bechstein Hall; pianistą był Franz Liebich. Jeszcze przed premierą francuską kompozycję zaprezentował 26 lipca 1910 Walter Morse Rummel w Stockbridge Casino w Stockbridge w amerykańskim stanie Massachusetts. Pierwszy raz we Francji kompozycję publicznie wykonał Ricardo Viñes 14 stycznia 1911 w Société Nationale de Musique w Paryżu.
Bliski przyjaciel Debussy'ego, Arthur Hartmann opracował transkrypcję preludium na skrzypce i fortepian i wydał ją w maju 1910.
La fille jest jednym z najczęściej nagrywanych utworów skomponowanych przez Debussy'ego. Pomimo częstych wykonań, preludium nie traci popularności wśród publiczności, co przypisuje się m.in. stopieniu w utworze „zapamiętywalnej melodii” z „łagodnym akompianiamentem”. Na uznanie wpłynęło także bogactwo przekazywanych emocji, a Clarke Bustard z Richmond Times-Dispatch opisał utwór jako „prawdopodobnie o najdelikatniejszym charakterze” spośród dwudziestu czterech preludiów Debussy'ego.

## Analiza muzykologiczna

### Preludium a zestawienie pierwszego cyklu
Debussy był znany ze skrupulatności w układaniu kolejności swoich preludiów w poszczególnych seriach. Pianista i krytyk muzyczny Paul Roberts twierdzi, że Dziewczyna o włosach jak len, wraz z dwoma poprzednimi stanowi centralny punkt (the central arch) pierwszego zeszytu preludiów, gdyż są one względem siebie najbardziej skontrastowane. Szóste preludium, Kroki na śniegu (Des pas sur la neige), wywołuje uczucie smutku i samotności, zaś Co widział zachodni wiatr (Ce qu'a vu le vent d'ouest) — siódme — oddaje agresywną i burzliwą przyrodę. W odróżnieniu od nich La fille aux cheveux du lin niesie delikatny „liryzm” i „ciepło” (lyricism and warmth), niezwykłe dla muzyki Debussy'ego tego gatunku. Najtrudniejsze technicznie preludium z tej triady, Co widział zachodni wiatr, Debussy umieścił w otoczeniu dwóch najłatwiejszych z całego cyklu 24 preludiów.

### Kompozycja
Forma preludium odpowiada tytułowi: dziewczynie o złotych włosach w sielskim otoczeniu w Szkocji. Stanowi to przykład impresjonizmu w muzyce, którego reprezentantem był Debussy. Użycie skali pentatonicznej w utworze oddaje ten nastrój, a wtopienie melodii w diatoniczne akordy nadaje cechy piosenki ludowej. Preludium zawiera więcej dźwięków prowadzących w kadencjach plagalnych (kościelnych) niż jakikolwiek inny utwór Debussy'ego, a melodia na zmianę zbiega się i rozbiega.
Utwór rozpoczyna się znanym tematem z trójnutowych fraz, zgrupowanych po ósemce i dwóch szesnastkach i kończy się akordami tworzącymi kadencję plagalną pomiędzy taktem 2 i 3, niespotykaną we wcześniejszych preludiach. Druga część melodii pojawia się w taktach 3–4, przywołujących na myśl szkocką balladę lub melodię w stylu Edvarda Griega. Melodia rozpoczynająca utwór powraca w takcie ósmym, ale z dodanymi elementami harmonicznymi granymi lewą ręką. Od taktu 19 napięcie muzyczne i głośność rośnie, by osiągnąć kulminację pod koniec taktu 21. Takt później melodia ucicha, a motyw kulminacyjny jest powtarzany, lecz oktawę niżej. Następuje burdonowe pianissimo w taktach od 24 do 27. W kolejnym takcie powraca temat, choć grany oktawę wyżej, a po nim burdonowy motyw. Pod koniec melodia w równoległym kontrapunkcie dochodzi do finalnej kadencji, by rozwiązać się tonicznym akordem. Kadencja jest skonstruowana tak, że „nie wyprzedza melodycznie nuty, która nastąpi” ani nie zawiera w partii granej lewą ręką toniki. Zostało to opisane jako „idealna harmonizacja kadencji plagalnej”  Utwór kończy się dwoma arpeggiami na bazie akordów Des-dur w kluczu basowym i następnie Ges-dur w kluczu wiolinowym.